# Васильківська фортеця
Васильківська фортеця — одна з фортець Української лінії збудована у 1731-39 роках. Розташовувалась на підвищенні на правому березі річки Оріль.
При фортеці знаходився Другий батальйон Ряського ландміліцейського полку (1-й батальйон цього полку розміщувався в Ряській фортеці).

## Історія
Васильківська фортеця була п'ятою від Дніпра на схід.
Первісно фортеця спочатку розташовувалася на північний захід від Нехворощі й називалася Нехворощанська, назва Васильківська, вона отримала вже після перейменування фортець в 1738 році. Через деякий час фортеця була перенесена на нове місце, на північний схід від Нехворощі, а на старому місці вона була занедбана і була названа Старою Васильківською, а потім Городецькою. 
У фортеці розмістився 2-й батальйон одного з 20 ландміліційних полків, який був сформований у російському місті Ряськ. Перший батальйон цього полку знаходився в Крутоярській фортеці, яка у 1738 році отримала назву згідно з назвою полку Ряська фортеця.
В 1770 році піхотні ландміліційські полки увійшли до складу армії, а сам Український корпус було скасовано. З 11 ландміліційних полків чотири зберегли свої назви (33-й Єлецький, 34-й Севський, 70-й Рязький та 71-й Бєльовський), решта увійшли до складу інших полків. 70-й Рязький піхотний полк проіснував під своєю назвою до кінця існування Російської імперії.

## Архітектура
Довжина фортеці сягала від 50 до 110 сажнів, а ширина — 50 сажнів. Тут розташовувався гарнізон фортеці. Як усі фортеці, що входили до складу Української лінії не сильно відрізнялась від інших.

## Подальша доля фортеці
У 1770-х рр. з побудовою Дніпровської лінії значення Васильківської фортеці занепадає, і з неї було виведено гарнізон. Збереглися лише залишки земляних укріплень.